# Hufpfleger

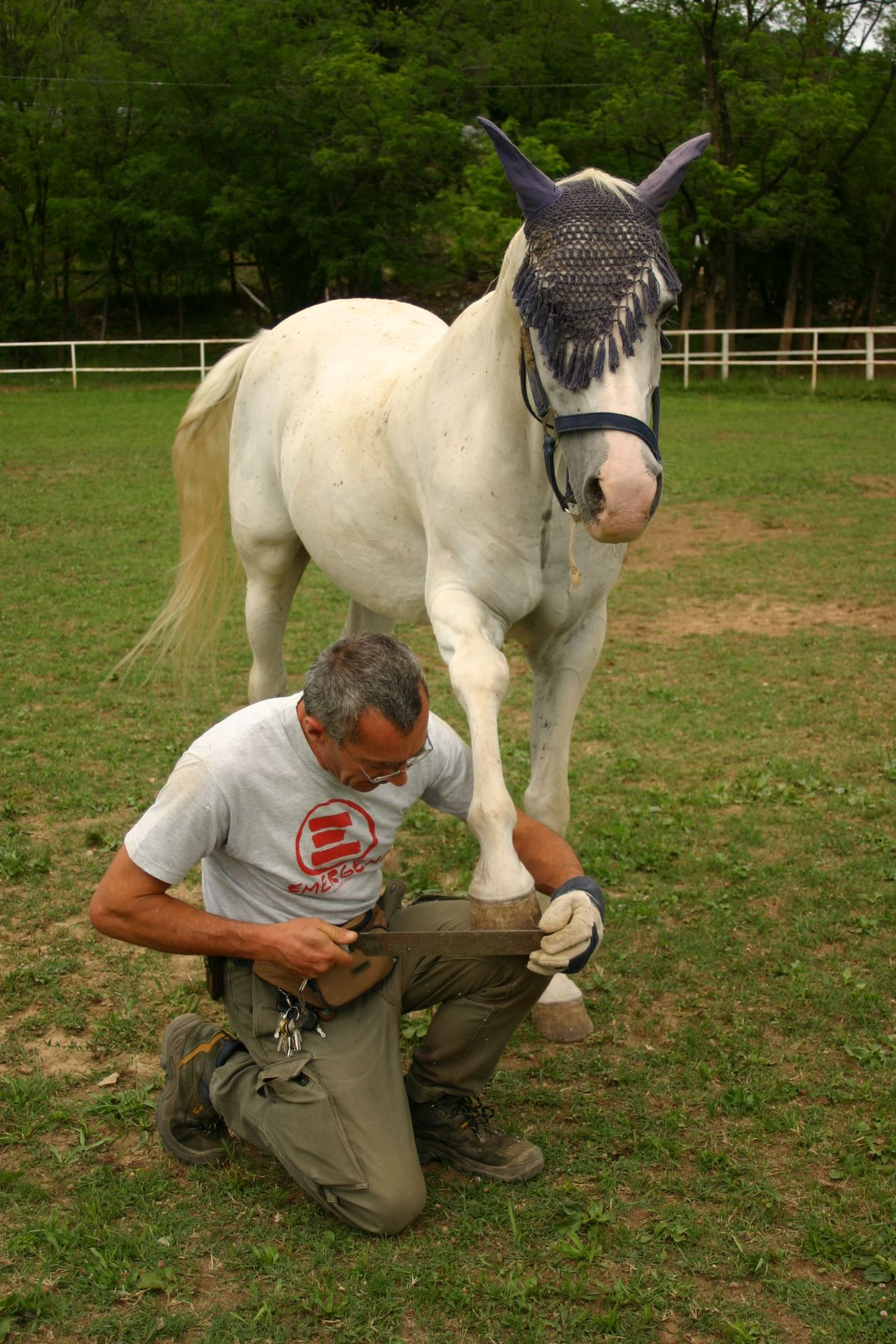
Hufpfleger mit einem Barhufer

Hufpfleger ist ein Beruf, der zur Pferdebranche gehört. Der Hufpfleger bearbeitet die Hufe unbeschlagener Pferde und sorgt dafür, dass dadurch der Bewegungsapparat des Pferdes unter Berücksichtigung der natürlichen physiologischen Funktionen des Hufes möglichst lange gesund erhalten bleibt.
Die Bearbeitung (Hufpflege) beinhaltet die Tätigkeiten am Huf, die zur Stellungskorrektur, des Kürzens der überschüssigen Hornsubstanz sowie des Ausbalancierens des Hufes dienen. Diese Tätigkeiten werden Mithilfe der Werkzeuge ausgeübt. Zusätzlich passen Hufpfleger den für das jeweilige Pferd geeigneten anschnallbaren (temporären) Hufschutz in Form der Hufschuhe oder Klebeschuhe an.
Im Gegensatz zum Hufschmied, welcher in den deutschsprachigen Ländern eine mehrjährige Ausbildung absolvieren muss, ist Hufpfleger in Deutschland und Österreich kein anerkannter Ausbildungsberuf. Als Hufpfleger kann sich jeder betätigen, wobei von verschiedenen Institutionen berufsbegleitende Teilzeitlehrgänge zur Ausbildung angeboten werden. Inhalt und Dauer dieser Lehrgänge sind nirgends geregelt und unterscheiden sich je nach Anbieter, wobei eine erfolgreiche Teilnahme keinem ordentlichen Ausbildungsabschluss gleichgesetzt werden kann. In der Schweiz wurde 2017 im Tierschutzgesetz die Ausbildung als fachspezifische berufsunabhänhige Ausbildung reglementiert. Dort dürfen Hufpfleger nach Abschluss derselben nur mit einer kantonalen Bewilligung tätig werden.
Die Bezeichnung Hufpfleger ist ein Überbegriff für verschiedene ausbildungsabhängige Bezeichnungen des gleichen Berufes. Zu diesen Bezeichnungen gehören Hufpfleger, Huforthopäde, Hufheilpraktiker und Hufpodologe.
Die Werkzeuge des Hufpflegers unterscheiden sich, abgesehen von der Schmiedeausrüstung, nicht von denen des Hufschmieds. Dazu gehören Hufmesser, Hufraspel, Hufbock, Hufwinkelmesser sowie Wetzstahl. Auch Körperschutz in Form einer Lederschürze, die von Verletzungen schützen soll, oder Schuhe mit Stahlkappen, die von den Verletzungen des Fußes schützen sollen, werden von den meisten Hufpfleger gebraucht.

## Geschichte
Barhufbearbeitung hat eine lange Geschichte. Die ersten Richtlinien und Grundsätze für Barhufer in neuerer Zeit veröffentlichte in den 1980er Jahren eine Tübinger Tierärztin. Später kamen neuere Bearbeitungsmethoden sowie die ersten Hufpflegeschulen hinzu. Dabei wurde deutlich, wie uneinig sich die Verfasser der verschiedenen Richtungen und Methoden waren.
Während die einen unter anderem das Kürzen der Trachten und der Sohle für gut befunden hatten, damit der Strahl Bodenkontakt hat und sich die Tragefläche vergrößert, versuchten die anderen, jede Stellung grundsätzlich zu korrigieren, indem sie unter anderem die Hufwände von außen stark beraspelten. Es entstanden neue Begriffe, die nach der Art der Bearbeitung benannt wurden: das Öffnen der Trachten, pendelnde Wände, Hufdynamik, Mustangrolle.
Unterschiedliche anatomische Voraussetzungen der Pferde und verschiedene Haltungs- und Nutzungsbedingungen wurden mit der Zeit berücksichtigt. Auch gegen den Widerstand der traditionell arbeitenden Hufschmiede nahm die Nachfrage nach der Hufpflege ohne Beschlag zu. Dazu trug auch das sich stetig vergrößernde Angebot verschiedener Hufschuhe bei.